# Јелена Кон
Јелена Кон (1883‒1942) је рођена у Ајзенштату, граду у Аустрији.
У Нови Сад се доселила након удаје за Јулија Кона, угледног трговца и активног члана новосадске Јеврејске општине између два светска рата. Током Велике економске кризе, Јелена Кон је одлучила да помогне најугроженијим категоријама становништва и то без обзира на веру и нацију. Тако је настала најзначајнија екуменска хуманитарна организација у Новом Саду „Кора хлеба и Дечје обданиште” основана 1925. године са циљем збрињавања угрожене деце и мајки. Јелена Кон је окупила угледне личности, жене и мушкарце, који су прилозима у новцу помогли овај јединствен подухват. Међу угледним Новосађанкама које су подржале пројекат биле су: Теодора Дора Дунђерски, Милица Моч, Ерна Бауер, Меланија Новачек и друге. Организација је почела са радом 1925. године у простору данашњег Института за јавно здравље Војводине збрињавајући децу без родитеља и сиромашну децу да би се касније, изградњом нове, наменске зграде и повећањем броја корисника формирале и посебне целине попут дечјег обданишта, ђачке трпезе и дома за одојчад у чијем саставу је радило медицинско саветовалиште.
У згради некадашње „Коре хлеба и Дечјег обданишта” изграђене 1933. године у улици Соње Маринковић и данас се налази Градско обданиште. Фасаду зграде краси фигура „Мајка и дете” коју је по замисли Јелене Кон направио вајар Михајло Кара, творац прве израелске марке.
Да би обезбедила сигурно финансирање институције Јелена Кон је поред личног, свакодневног ангажовања у раду организације, организовала и хуманитарне концерте. На њен позив у корист „Коре хлеба и Дечјег обданишта” у Новом Саду концерте су одржали Бронислав Хуберман 1928. године, Артур Рубинштајн 1929. године, Паул Хиндемит 1929. године, чак се и гостовање Жозефине Бекер приписује њеном ангажовању.
Заједно са супругом Јулијом убијена у новосадској Рацији, погрому који су углавном над Србима и Јеврејима извршили мађарски фашисти 1942. године. Жртве су бацане у залеђени Дунав, тако да осим споменика на Дунавском кеју и Штранду као месту пијетета за све жртве Рације, не постоји њен засебни гроб.